# Richard Potts (Anthropologe)

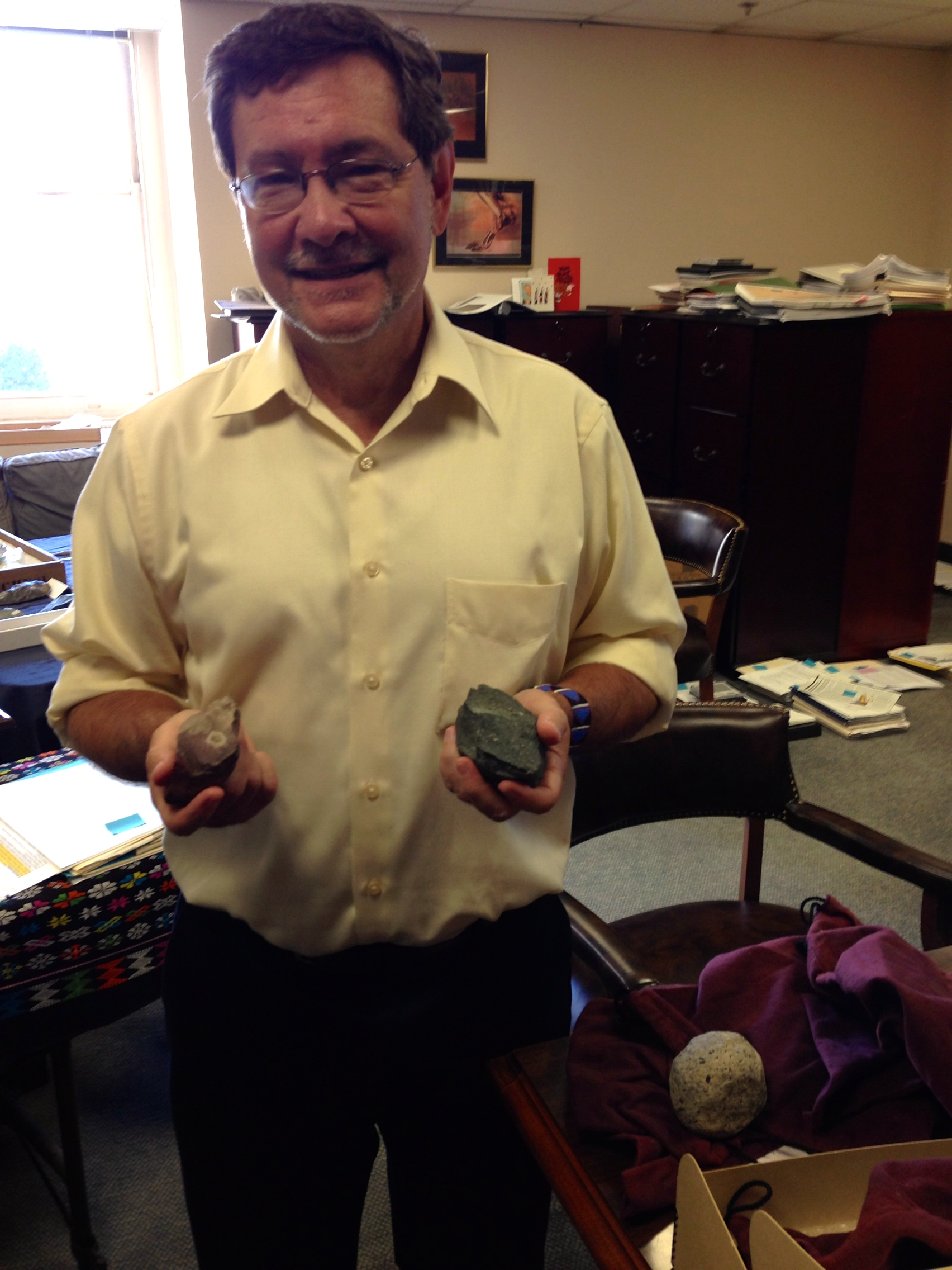
Richard Potts

Richard (Rick) Potts (* 16. August 1953 in Philadelphia) ist ein US-amerikanischer Paläoanthropologe. Er ist Lecturer für Anthropologie am Columbian College of Arts & Sciences der George Washington University und Direktor des Human Origins Program des National Museum of Natural History der Smithsonian Institution. Seine Forschungsgebiete sind die Evolution, die Ökologie, das Verhalten und die Fossilisationslehre der frühen Hominini.

## Leben
Von 1971 bis 1975 studierte Potts an der Temple University, wo er den Bachelor-Abschluss erwarb. Danach wechselte er an die Harvard University und legte dort 1982 seine Doktorarbeit vor, unter dem Titel Lower Pleistocene site formation and hominid activities at Olduvai Gorge, Tanzania.
Seit 1985 ist er Kurator der Abteilung für Anthropologie am National Museum of Natural History der Smithsonian Institution und Inhaber von deren Lehrstuhl Peter Buck Chair in Human Origins. Seit 1992 lehrt er zudem an der George Washington University. Als Grabungsleiter und stellvertretender Grabungsleiter war Potts wiederholt in Kenia und in der Volksrepublik China tätig. In einem Langzeitprojekt erforscht er in China den Einfluss von Umweltfaktoren auf die Evolution der Vorfahren und der stammesgeschichtlich engen Verwandten des anatomisch modernen Menschen. In Kenia ist er u. a. beteiligt an Grabungen im Olorgesailie-Becken.

## Schriften (Auswahl)
- Early hominid activities at Olduvai. Aldine Transaction, 1988, ISBN 978-0202011769
- Humanity's Descent: The Consequences of Ecological Instability. Avon Books (Reprint edition) 1997, ISBN 978-0380715237
- mit Michael Petraglia: The Old World Paleolithic and the Development of a National Collection. Smithsonian Contributions to Anthropology, Nr. 48, Smithsonian Institution 2004, (web)
- als Erstautor: Small Mid-Pleistocene Hominin Associated with East African Acheulean Technology. In: Science. Band 305, Nr. 5680, 2004, S. 75–78, doi:10.1126/science.1097661
- als Erstautor: Environmental dynamics during the onset of the Middle Stone Age in eastern Africa. In: Science. Onlineveröffentlichung vom 15. März 2018, doi:10.1126/science.aao2200